# Zwittermünze

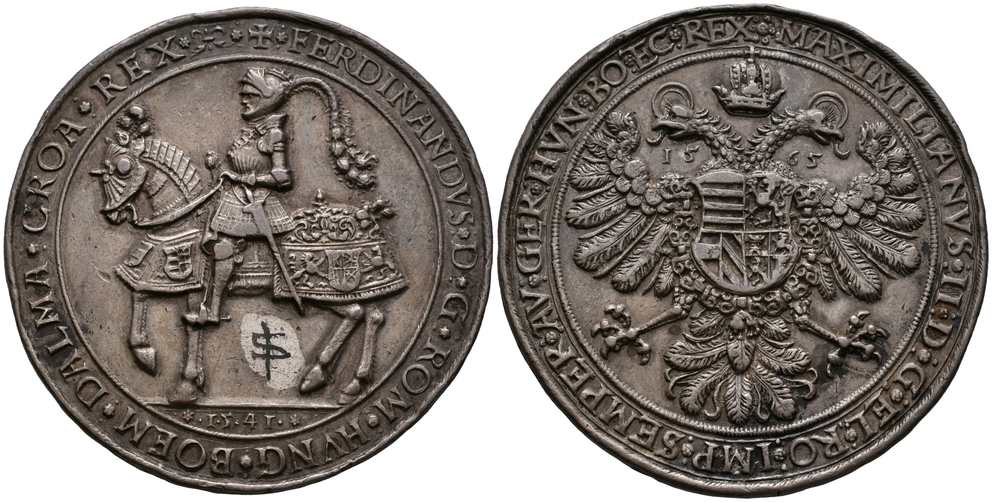
1½ Schautaler von 1565, Zwitterprägung Kaiser Maximilians II., Reiterseite mit FERDINANDUS D:G … und im Abschnitt 1541, Adlerseite mit MAXIMILANUS D:G … und 1565 im Feld. Maximilian verwendete den Stempel mit dem Reiterbild von Ferdinand, seinem Vater. Unten im Feld befindet sich ein Sammlerzeichen. (Silber; 40,17 g; Durchmesser 53 mm)

Die Zwittermünze (hybride Münze) ist eine Münze mit zwei nicht zusammengehörenden Seiten. Für die Münzprägung wurde der Vorderseitenstempel mit dem Rückseitenstempel einer anderen Münze gekoppelt.
Der 1½ fache Schautaler von 1565, die Zwitterprägung Kaiser Maximilians II. mit dem Reiterbild   Ferdinands I., kann damit erklärt werden, dass Maximilian II. seinem verstorbenen Vater Ferdinand I. in die Herrschaft des Heiligen Römischen Reichs folgte.

## Erläuterung
Zwitterprägungen sind häufig bei Münzen der Antike und des Mittelalters anzutreffen. In der Neuzeit wurde zum Beispiel mitunter aus Gründen der Wirtschaftlichkeit der Stempel der einen Seite mit einem neueren Stempel der  anderen Seite gekoppelt. Die Gepräge sind unter anderem daran zu erkennen, dass sich auf beiden Seiten eine Jahreszahl befindet, die unterschiedlich oder gleich sein kann oder an verschiedenen Münzzeichen, die zu unterschiedlichen Münzstätten gehören. Bei Zwittermünzen kann es auch vorkommen, dass sie den Namen eines Münzherrn tragen, der im angegebenen Prägejahr nicht regiert hat.
Die oben genannte Erklärung zum Begriff „Zwittermünze“ trifft auch sinngemäß auf Medaillen zu, die als Zwittermedaillen und Münzproben sowie Abschläge, die als Zwitterproben bzw. Zwitterabschläge bezeichnet werden. In jedem Fall wurden Prägestempel für die beiden Seiten eines Gepräges verwendet, die nicht zusammen gehören.
Carl Christoph Schmieder nennt in seinem Handwörterbuch der Münzkunde von 1811 folgende Gründe und Ursachen für die Prägung von Zwittermünzen:

„Zuweilen hat man aus Oekonomie zu einer Münze nur den Stempel der einen Seite neu verfertigt und die andere Seite mit einem anderen Stempel geprägt, so daß Avers und Revers verschiedene Jahreszahlen haben, wol gar von verschiedenen Münzherren sind. Das geschah nicht selten dann, wenn der Stempel der einen Seite Risse bekommen und unbrauchbar wurde, und man in der Eil nicht sogleich einen neuen Stempel haben konnte. Oft haben sich auch wol die Münzer vergriffen und alte Stempel mit neuen verwechselt. […] Endlich sind auch wol von gewinnsüchtigen Leuten zuweilen nicht zusammengehörige alte Stempel […] zusammengesetzt worden um desto größere Seltenheit hervorzubringen, […].“

Falsche Stempelkopplungen werden in Münzkatalogen als Fehlprägung bezeichnet. In Auktionskatalogen werden sie meistens als Zwitterprägung oder „Zwitter/Fehlprägung“ angegeben, wie zum Beispiel in der Beschreibung des Rentenpfennigs 1929 F. Die Stempelkopplung ist bei diesem Pfennig falsch, da nur bis 1924 Rentenpfennige und bereits ab dem gleichen Jahr Reichspfennige geprägt wurden. Bekannt sind auch Fälschungen von Zwittermünzen, die zu Spekulationszwecken angefertigt wurden.

### Buchholzer Taler mit der Jahreszahl 1540
Ein Beispiel dafür, dass auf einer Münze der Name eines Münzherrn erscheint, der im angegebenen Prägejahr nicht regiert hat, zeigt ein Buchholzer Taler (Guldengroschen) mit der Jahreszahl 1540.
Auf dieser sächsischen Gemeinschaftsprägung der Ernestiner und Albertiner  befindet sich neben Johann Friedrich des Großmütigen (1532–1547–1554) und seinem Bruder  Johann Ernst auch der Name des Herzogs Moritz (1541–1547–1553), der jedoch erst im Jahr 1541 zur Regierung gelangte. Für die Vorderseite des abgebildeten Talers wurde der Talerstempel von 1540 der Herzöge Johann Friedrich, Heinrich (1539–1541) und Johann Ernst verwendet. Das Stück ist somit eine Zwitterprägung.

#### Beschreibung der Zwittermünze
- Vorderseite:

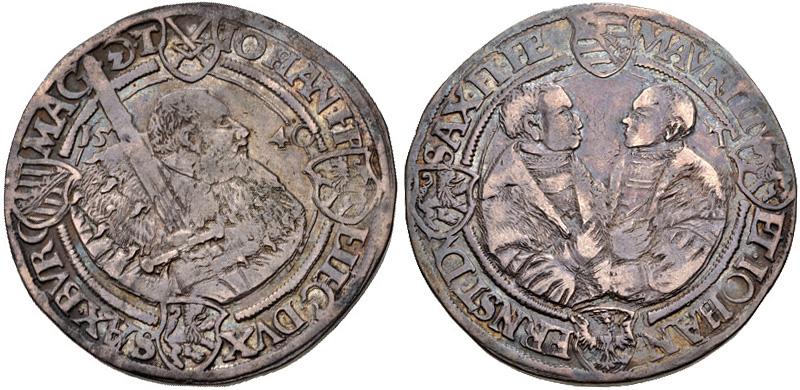
Kurfürst Johann Friedrich, Herzog Moritz und Johann Ernst (1541–1542), Guldengroschen 1540, Münzstätte Buchholz, Zwitterprägung, ein Zwittertaler. (Silber; 28,88 g; Durchmesser 39 mm)

  - Brustbild des Kurfürsten Johann Friedrichs im Hermelinmantel mit geschultertem Kurschwert, dazwischen die geteilte Jahreszahl 15 – 40. In der Umschrift befinden sich – im Uhrzeigersinn – vier Wappen: Kur, Thüringen, Meißen und Sachsen sowie das Münzmeisterzeichen T des Münzmeisters Sebastian Funke.
  - Umschrift:  – IOHAN(nes) . FR(idericus) – ELEC(tor) D(ux) – SAX(oniae) . BURG(gravius) – MAG(deburgensis)
  - Übersetzung: Kurfürst Johann Friedrich, Herzog zu Sachsen und Burggraf zu Magdeburg.[7]
- Rückseite:
  - Hüftbilder der Herzöge Moritz und Johann Ernst, rechts im Feld das Münzmeisterzeichen T. In der Umschrift befinden sich – im Uhrzeigersinn – vier Wappen: Sachsen, Meißen, Pfalz Sachsen und Thüringen.[8]
  - Umschrift: – MAURITI(us) – ET . IOHAN(nes) – ERN(e)ST(us) DV(ces) SAX(oniae) . FI(eri) . FE(cerunt)
  - Übersetzung: Moritz und Johann Ernst, Herzöge von Sachsen, haben (diese Münze) machen lassen.[9]

Zur Vorderseite der abgebildeten Talermünze von 1540 gehört bei der regulären Prägung die Rückseite mit den Hüftbildern Herzog Heinrichs mit Johann Ernst. Die abgebildete Rückseite mit Moritz und Johann Ernst entspricht der Talermünze von 1541. Das Münzmeisterzeichen auf beiden Seiten ist ein weiteres Merkmal dafür, dass der Guldengroschen eine Zwittermünze ist.